# Polskie Stronnictwo Chrześcijańskiej Demokracji

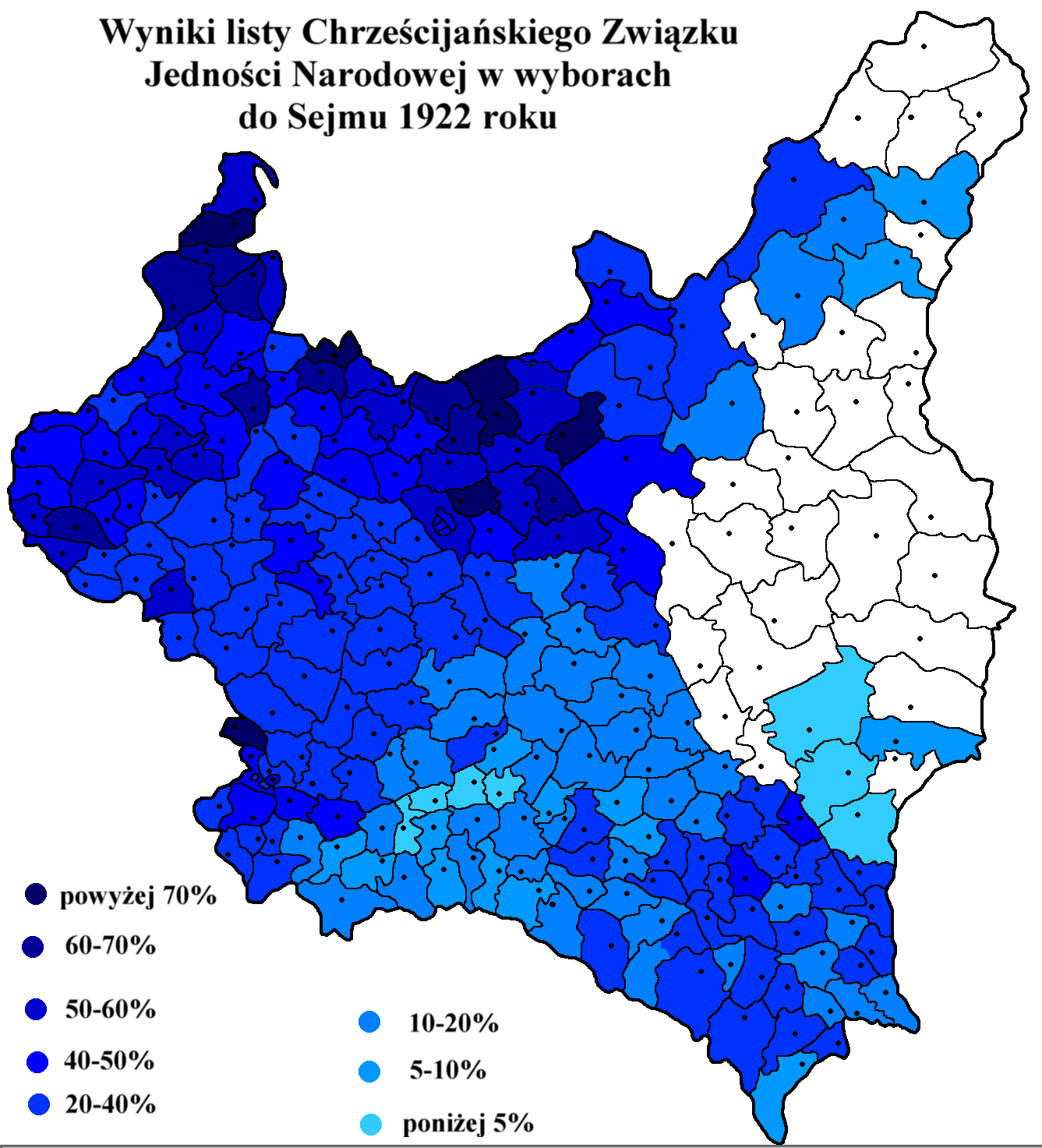
Wyniki listy Chrześcijańskiego Związku Jedności Narodowej w wyborach do Sejmu 1922 roku

Polskie Stronnictwo Chrześcijańskiej Demokracji (Chrześcijańska Demokracja, PSChD) – ugrupowanie działające w II Rzeczypospolitej, powstałe w 1919 w wyniku połączenia ugrupowań chadeckich z Galicji, Kongresówki i byłego zaboru pruskiego oraz ziem śląskich. W latach 1920–1925 występowało pod nazwą Chrześcijańsko-Narodowe Stronnictwo Pracy (ChNSP). Przywódcami partii byli m.in. Józef Chaciński (1920–1922 i 1927–1928), Tadeusz Błażejewicz (1922–1923) i Wojciech Korfanty (1931–1935). W 1937 PSChD rozwiązało się, współtworząc Stronnictwo Pracy.

## Historia

### Geneza
Powstało ono w wyniku scalenia organizacji o podobnym programie politycznym, działających w poszczególnych zaborach: chrześcijańskich związków zawodowych, śląskich i wielkopolskich stowarzyszeń rzemieślniczych i robotniczych oraz galicyjskiego ruchu spółdzielni rolnych.
W Kongresówce od 1906 działało Stowarzyszenie Robotników Chrześcijańskich w Królestwie Polskim, a w prowincjach zabranych Stowarzyszenie Katolickie Robotników na Wileńszczyźnie. W zaborze austriackim od 1908 istniało Stronnictwo Chrześcijańsko-Socjalne. W 1918 w Galicji powstało Chrześcijańsko-Narodowe Stronnictwo Robotnicze. W dniach 7–8 września 1919 w Krakowie odbył się I Zjazd Polskiego Stronnictwa Chrześcijańskiej Demokracji, na którym chadeckie ugrupowania połączyły się w jedną partię.

### Chrześcijańsko-Narodowe Stronnictwo Pracy
W maju 1920 PSChD przemianowało się na Chrześcijańsko-Narodowe Stronnictwo Pracy. Jego organem prasowym była „Siła”. W 1922 w skład ChNSP weszło Chrześcijańskie Zjednoczenie Ludowe. 16 sierpnia tego samego roku ChNSP weszło w skład koalicji Chrześcijański Związek Jedności Narodowej (tzw. Chjena) wraz ze Związkiem Ludowo-Narodowym, Narodowo-Chrześcijańskim Stronnictwem Ludowym i Chrześcijańsko-Narodowym Stronnictwem Rolniczym. W wyborach parlamentarnych w tym samym roku koalicja zdobyła 28,81% głosów, uzyskując 163 mandaty poselskie (na 444) i 48 (na 111) senatorskich. Samemu ChNSP przypadły 44 mandaty poselskie i 7 senatorskich (największe poparcie uzyskało na terenie byłego zaboru pruskiego i Śląska Cieszyńskiego, a najmniejsze w Galicji). Partie powołały oddzielne kluby. Klub ChNSP był czwarty pod względem liczebności w Sejmie RP I kadencji.
17 maja 1923 chadecy zawarli pakt lanckoroński wspólnie z ZLN i Polskim Stronnictwem Ludowym „Piast”, tworząc tzw. koalicję Chjeno-Piast, która 11 dni później utworzyła drugi rząd Wincentego Witosa. Stanisław Nowodworski z ChNSP został w nim ministrem sprawiedliwości. 27 października tego samego roku urzędy wicepremiera i ministra bez teki w tym rządzie objął Wojciech Korfanty. Rząd ustąpił 14 grudnia tego samego roku.

### 1925–1937

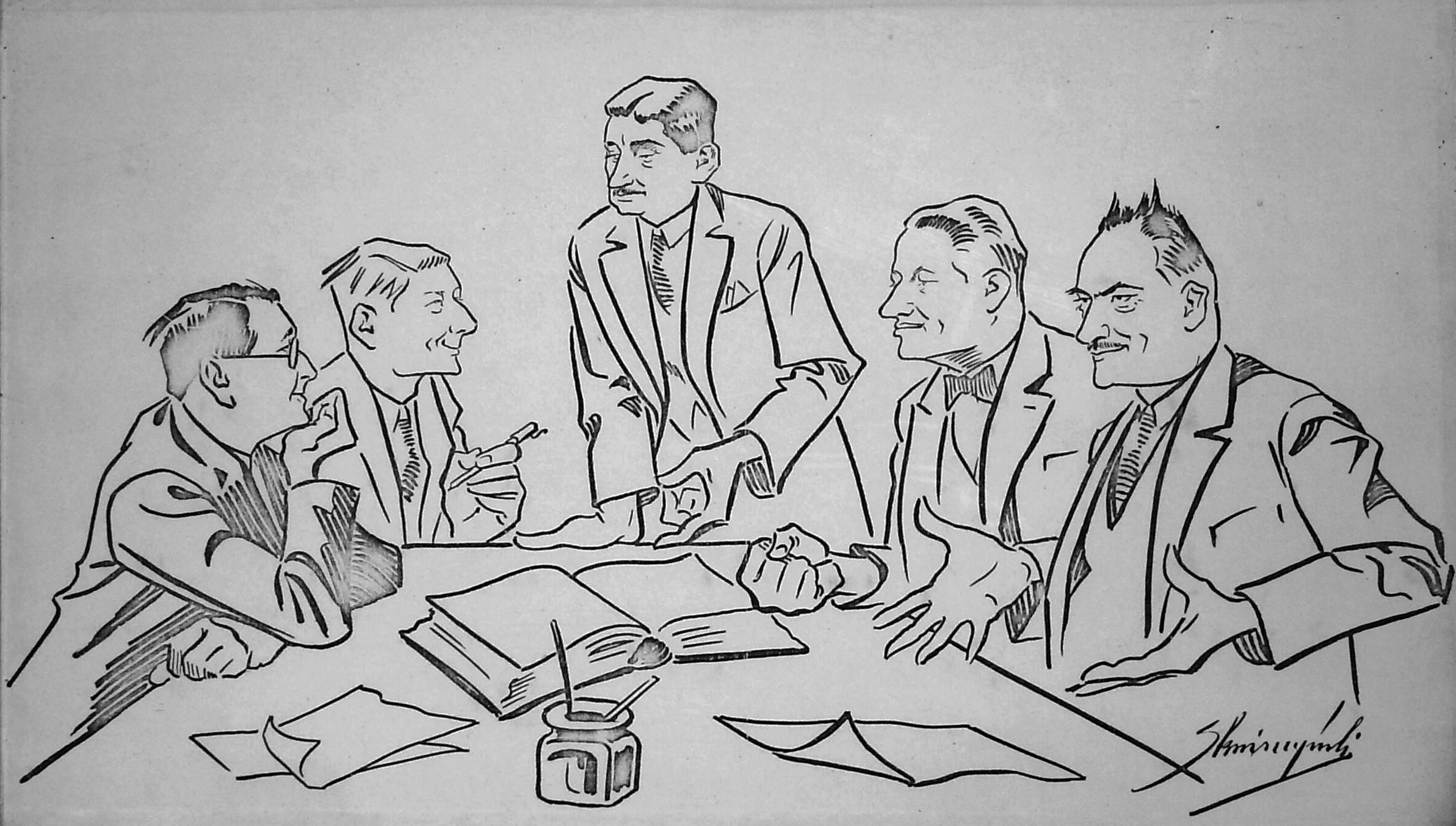
Karykatura narysowana przez Zygmunta Skwirczyńskiego w 1931. Od prawej: Stanisław Krzyżowski, Paweł Kopocz, dr Władysław Tempka (posłowie PSChD na Sejm II RP) oraz Bobiński i Tabaczyński (dziennikarze „Polonii”)

W 1925 ChNSP powróciło do nazwy PSChD. Jesienią 1925 partia weszła w skład koalicji, tworzącej rząd Aleksandra Skrzyńskiego. Jej reprezentantem w tym gabinecie został minister sprawiedliwości Stefan Piechocki. W 1926 reaktywowano Chjeno-Piasta, kiedy to 10 maja powołano trzeci rząd Wincentego Witosa, w którym swoją funkcję utrzymał minister Piechocki. Jednak już 4 dni później rząd obalony został przez przewrót majowy, w wyniku którego rządy na 13 lat objęła sanacja. 
Po przewrocie PSChD stało się jedyną aktywną partią chadecką na polskiej scenie politycznej. W ciągu kolejnych dwóch lat część działaczy przeszła do obozu sanacyjnego. Nastąpiła reorientacja poglądów bp. Stanisława Adamskiego (w latach 1923–1926 głównego polskiego ideologa chrześcijańsko-demokratycznego), który przeszedł z pozycji chadeckich na sanacyjne. Ponadto od 11 grudnia 1927 do 1 października 1930 antysanacyjna organizacja śląska działała odrębnie, poza strukturami ogólnopolskimi.
W wyborach parlamentarnych w 1928 PSChD startowało wspólnie z PSL „Piast” w ramach Polskiego Bloku Katolickiego, który uzyskał 6,7% głosów i 33 mandaty poselskie, z czego chadekom przypadło 16. Kolejne trzy mandaty zdobyli przedstawiciele organizacji śląskiej. W Senacie PSChD otrzymało 6 mandatów. Partie powołały osobne kluby. PSChD nie udało się nawiązać współpracy ze Stronnictwem Narodowym, jednak w 1929 weszło ono w skład antysanacyjnego Centrolewu wspólnie z PSL „Piast”, PSL „Wyzwolenie”, Narodową Partią Robotniczą, Polską Partią Socjalistyczną i Stronnictwem Chłopskim. W wyborach parlamentarnych w 1930 partia wystartowała jednak niezależnie od Centrolewu jako Katolicki Blok Ludowy, wystawiając listę jedynie w 7 okręgach (1/3). Lokalnie zawierała sojusze: z PSL „Piast” i NPR na Śląsku, z PSL „Piast” w Małopolsce Zachodniej, z SN na Kresach i z sanacyjnym BBWR w Małopolsce Wschodniej. PSChD uzyskało 15 mandatów poselskich i 6 senatorskich. Centrolew rozpadł się w 1931. W listopadzie tego samego roku od partii odłączyły się współpracujące z sanacją organizacje z Małopolski Wschodniej (województw lwowskiego, stanisławowskiego i tarnopolskiego). W 1933 z PSChD odeszła kolejna grupa działaczy, która wspólnie z wcześniejszymi rozłamowcami utworzyła 2 lutego 1934 prosanacyjne Zjednoczenie Chrześcijańsko-Społeczne. W 1935 z kolei odeszły grupy antysanacyjne, które utworzyły Chrześcijańskie Stronnictwo Ludowe i Stronnictwo Chrześcijańskiej Demokracji. Wybory parlamentarne w tym samym roku zostały przez PSChD zbojkotowane.
W latach 1934–1936 PSChD popierało koncepcję Ignacego Jana Paderewskiego zwaną Front Morges, czyli koalicję tej partii z NPR i Stronnictwem Ludowym, która jednak zakończyła się fiaskiem. Jednak w wyniku współpracy PSChD z NPR doszło ostatecznie do połączenia obu ugrupowań oraz kombatanckiego Związku Hallerczyków w nową partię Stronnictwo Pracy, co nastąpiło 10 października 1937.

## Program
Program PSChD był typowo chrześcijańsko-demokratyczny. Partia chciała odparcia bolszewizmu jako antychrześcijańskiego. Popierała „oparcie budowy państwa i społeczeństwa na ideologii chrześcijaństwa”. Religijne wartości moralne były zdaniem partii kluczowe dla życia zarówno jednostki, jak i całego narodu; dla odrodzenia duchowego oraz materialnego. Przez pryzmat nauki Kościoła partia patrzyła na kwestie polityczne, społeczne i gospodarcze. PSChD opowiadało się za bezpłatną edukacją, prowadzącą do rozwoju intelektualnego, obywatelskiego i moralno-religijnego. Według ugrupowania państwo powinno walczyć ze środkami „podniecającymi i odurzającymi” oraz zapobiegać „szerzeniu się literatury i sztuki o podkładzie pornograficznym”, a także „zapewnić nierozerwalność węzła małżeńskiego”. PSChD opowiadało się za wolnością gospodarczą, jednak bez przekroczenia pewnych nieetycznych granic. Sprzeciwiało się wyzyskowi kapitału i nadużyciu własności prywatnej i wolności gospodarczej. Celem podatków było według Stronnictwa „wzmożenie zdolności płatniczej” społeczeństwa, a nie ściąganie z niego jak największej ich ilości. PSChD opowiadało się także za przekazaniem samorządowi terytorialnemu części kompetencji administracji państwowej. Państwo winno według ugrupowania pełnić funkcję służebną w stosunku do narodu. Wizja stosunków między warstwami społecznymi była według chadeków niekonfliktowa, w przeciwieństwie do wizji socjalistycznej. Praca była według ugrupowania „środkiem do zaspokajania potrzeb samego pracownika i jego rodziny”, natomiast źródłem własności miała być praca i oszczędność. Źródłem bogactwa była według PSChD warstwa średnia. Partia dostrzegała niebezpieczeństwo wynikające z drastycznych nierówności społecznych, jednak zdecydowanie występowała przeciw rozwiązaniom socjalistycznym i komunistycznym. Powoływała się na encyklikę papieża Leona XIII Rerum novarum.